# فهرست‌ها بر پایه کشور
این مجموعه‌ای از فهرست‌ها بر پایه کشورها است. این فهرست عموماً موضوعات مرتبط با کشورهای مستقل و کشورها با رسمیت محدود را دربرمی‌گیرد.

## مقاله‌های موضوعی کشورها
مقاله‌های اصلی
- فهرست استان‌های کشورها
- سیاست

دیگران
- Current heads of state and government
- Election results
- Flags
- فهرست سازمان‌های اطلاعاتی
- Legislatures
- Militaries
- فهرست سرودهای ملی کشورها
- National capitals
- فهرست قانون‌های اساسی کشورها
- National emblems
- National governments
- فهرست شعارهای ملی
- Office-holders
- Political parties
- System of government

## موضوعات طبقه‌بندی‌شده بر پایه کشور
- فهرست کشورها و مناطق بر پایه پهناوری
- Battles
- Cathedrals
- فهرست گورستان‌های مشهور جهان
- فهرست‌های شهرهای جهان
- Education
- Emergency contraception
- Islands
- Maps
- Metro systems
- Monorail systems
- Music genres
- National parks
- Newspapers
- Nobel laureates
- Novelists
- Official languages
- People
- فهرست کشورها بر پایه جمعیت
- Prostitution
- Rail transport
- Railway companies
- Religions
- Schools
- Suburban and commuter rail systems
- Television
- Tram and light-rail transit systems
- Universities and colleges
- میراث جهانی یونسکوs

## فهرست بزرگترین کشورها
- Adjectival and demonymic forms of place names
- Coats of arms
- فهرست پیش‌شماره تلفنی کشورها
- معنی نام کشورها
- آمارنگاری طلاق
- FIPS country codes
- Former national capitals
- GDP
- GDP per capita
- Historical exchange rates to the USD
- فهرست کشورها بر پایه شاخص توسعه انسانی
- International rankings
- فهرست دامنه‌های سطح‌بالا
- فهرست کدهای کمیته بین‌المللی المپیکs
- ایزو ۳۱۶۶-۱s
- Most common surnames
- Sovereign states by year
- Tallest structures
- فهرست آماری ترین‌های کشورها
- فهرست کشورهای عضو سازمان ملل متحد
- Voting systems

## دیگر
- فهرست کشورهای عضو اتحادیه اروپا
- Former countries in Europe after 1815
- رابطه ضریب هوشی و ثروت ملت‌ها (کتاب)
- Ship prefixes
- Timeline of country and capital changes